# Étienne Balázs
Étienne Balázs bzw. Stefan Balázs (* 24. Januar 1905 in Budapest; † 29. November 1963 in Paris), eigentlich István Balazs war ein ungarischer Sinologe.

## Leben
Balazs verbrachte seine Kindheit und Jugend in Budapest. Durch frühe religionshistorische Studien gelangte er über den Buddhismus zur Sinologie. 1923 setzte er sein in Budapest begonnenes Studium in Berlin fort und promovierte 1930 unter Otto Franke mit magna cum laude.
Aktiv im Widerstand tätig, musste Balazs Deutschland 1935 verlassen. Nachdem auch Paris besetzt wurde, zog er sich mit seiner Frau 1940 aufs Land nach Meauzac im Department Tarn-et-Garonne zurück und lebte bis 1945 von der Bewirtschaftung einiger Felder.
Eine Sammlung von Artikeln Balazs' ist auf Französisch von Paul Demiéville unter dem Titel „La bureaucratie céleste“ herausgegeben worden. In diesen Artikeln findet sich die bis heute unübertroffene Darstellung des bürokratischen konfuzianischen Staates, einschließlich des komplexen Verhältnisses zwischen den Kaisern und den Beamten-Gelehrten, wobei letztere die eigentlichen Träger dieses einzigartigen Staatsgebildes waren.

## Ehrungen
- Prix Stanislas Julien

## Schriften
- Beiträge zur Wirtschaftsgeschichte der T'ang-Zeit. Mitteilungen des Seminars für Orientalische Sprachen, 34, 1931, S. 1–92, 35, 1932, S. 1–73, 36, 1933, S. 1–62.
- Die Inschriften der Sammlung Baron von der Heydt. Ostasiatische Zeitschrift, Neue Folge zehnter Jahrgang, 1934, S. 24–29, S. 80–96.
- Review: Quellen zur Rechtsgeschichte der T'ang-Zeit. By Karl Bünger. Pacific Affairs, Band 20, Nr. 4, 1947, S. 440–441.
- New Light on the History of Chinese Society. Pacific Affairs, Band 23, Nr. 2, 1950, S. 318–323.
- Le traité économique du 'Souei-chou'. (Études sur la société et l'économie de la Chine médiévale I), Bibliothèque de l'institut des Hautes Études Chinoises, Leiden: Brill, 1953.
- Review: Conquerors and Rulers. Social Forces in Medieval China. By Wolfram Eberhard. Pacific Affairs, Band 27, Nr. 1, 1954, S. 74–77.
- Le Traité juridique du 'Souei-chou'. (Études sur la société et l'économie de la Chine médiévale II), Bibliothèque de l'institut des Hautes Études Chinoises Vol. IX, Leiden: Brill, 1954.
- Review: The Empire of Min. By Edward H. Schafer. Journal of the American Oriental Society, Band 76, Nr. 1, 1956, S. 35–37.
- (Hrsg.) Aspects de la Chine, Band 2, 1959 (Digitalisat)
- Review: Economic Structure of the Yüan Dynasty. Translation of Chapters 93 and 94 of the Yüan shih. By Herbert Franz Schurmann. The Journal of Asian Studies, Band 19, Nr. 3, 1960, S. 325–327.
- Review: Chinese Thought and Institutions. Edited by John K. Fairbank. The Journal of Asian Studies, Band 19, Nr. 3, 1960, S. 321–325.
- The Birth of Capitalism in China. Journal of Economic and Social History of the Orient, 3, 1960, S. 196–216.
- Political Theory and Administrative Reality in Traditional China. School of Oriental and African Studies, London, 1965.
- La bureaucratie céleste. Recherches sur l'économie et al société de la Chine traditionelle. Présentation de Paul Demiéville, Gallimard, Paris 1968.